# Aristochromis christyi
Aristochromis christyi es una especie de peces de la familia Cichlidae en el orden Perciformes.

## Morfología
Los machos pueden llegar alcanzar los 30 cm de longitud total.

## Distribución geográfica
Es un endemismo del lago Malawi (África Oriental ).